# Ciclismo adaptado

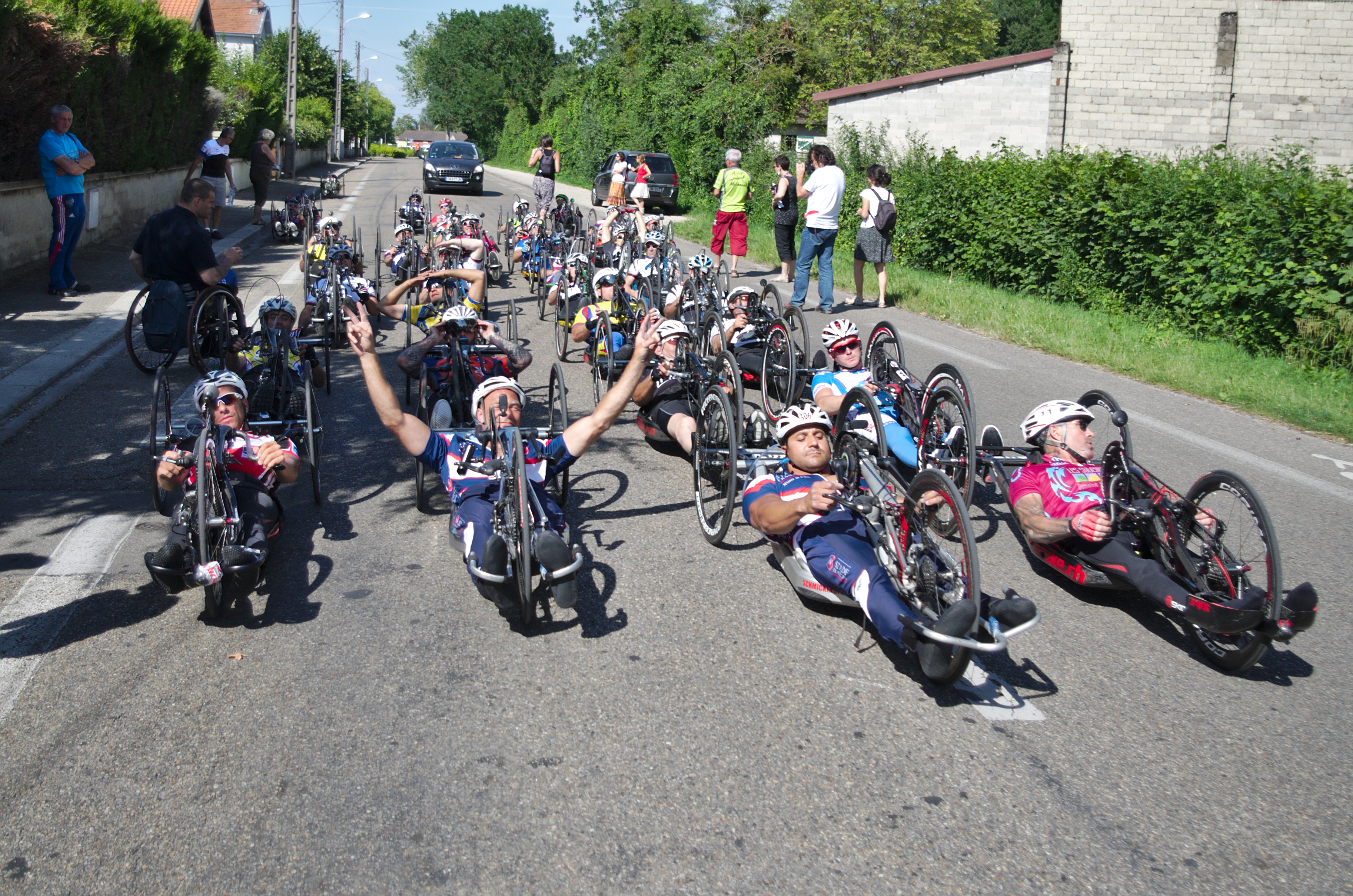
Salida de la prueba en ruta de "hand bike" (Campeonato de Francia, 2014)

El ciclismo adaptado o paraciclismo es un deporte que deriva del ciclismo, específicamente adaptado para facilitar su práctica por ciclistas con discapacidades físicas que les impiden el uso de bicicletas convencionales. Su reglamentación depende de la Unión Ciclista Internacional desde el 7 de febrero de 2007, cuando recibió la encomienda del Comité Paralímpico Internacional. 
En este deporte se utilizan cuatro tipos de vehículos (tanto en categoría masculina como femenina), todos ellos accionados mediante pedales y transmisión por cadena:
- Tándem: bicicleta de dos plazas en línea, guiada por un ciclista sin problemas de visión que acompaña a un ciclista invidente.
- Bicicleta adaptada: son bicicletas convencionales con algún tipo de adaptación mecánica para poder ser utilizadas por ciclistas con la amputación de alguna extremidad o con alguna lesión neurológica equivalente.
- Triciclo manual: conocidos en inglés como hand bikes, disponen de tres ruedas y de unos pedales adaptados para ser accionados con los brazos. Están ideados para deportistas sin la capacidad de caminar, como parapléjicos o amputados de las dos piernas.
- Triciclo: similar a una bicicleta convencional, pero con dos ruedas en vez de una en el eje trasero. Son utilizados por deportistas con problemas motrices y de equilibrio que les impiden utilizar bicicletas convencionales.

Los primeros prototipos de hand bike datan de los comienzos del siglo XX, aunque las verdaderas bicicletas para discapacitados físicos aparecieron en los años 1960. En las décadas siguientes se empezó a practicar el tándem para los invidentes y finalmente las hand bike para personas en silla de ruedas surgieron en los años 1990. La primera aparición del ciclismo en unos Juegos Paralímpicos para las modalidades en ruta se produjeron en Seúl 1988, añadiéndose las disciplinas en pista desde Atlanta 1996.
Los principales eventos son los Juegos Paralímpicos, los Campeonatos del Mundo, y la Copa del Mundo, que incorporan pruebas masculinas y femeninas tanto en pista como en ruta.

## Reglamento
El ciclismo adaptado sigue las mismas reglas generales establecidas por la Unión Ciclista Internacional, adaptadas en función del tipo de discapacidad contemplado en cada especialidad. Incluye numerosas modalidades (un total de 26, resultado de considerar los 13 grupos en que se dividen las cuatro especialidades —1 en tándem, 5 en bicicleta, otros 5 en hand bike y 2 en triciclo—, en sus categorías masculina y femenina respectivamente), tanto en ruta como en pista.

## Categorías
| (Código 1) | (Código 2)    | (Código 3)            |
| --- | ------------- | --------------------- |
| Género | Bicicleta     | Grado de discapacidad |
| M (Hombres) W (Mujeres) | B (Tándem)    | (-) (categoría única) |
| M (Hombres) W (Mujeres) | C (Bicicleta) | 1-2-3-4-5             |
| M (Hombres) W (Mujeres) | H (Handcycle) | 1-2-3-4-5             |
| M (Hombres) W (Mujeres) | T (Triciclo)  | 1-2                   |
| Ejemplos: MC4: prueba para hombres, en bicicleta, con discapacidad de grado 4 WT2: prueba para mujeres, en triciclo, con discapacidad de grado 2 |               |                       |

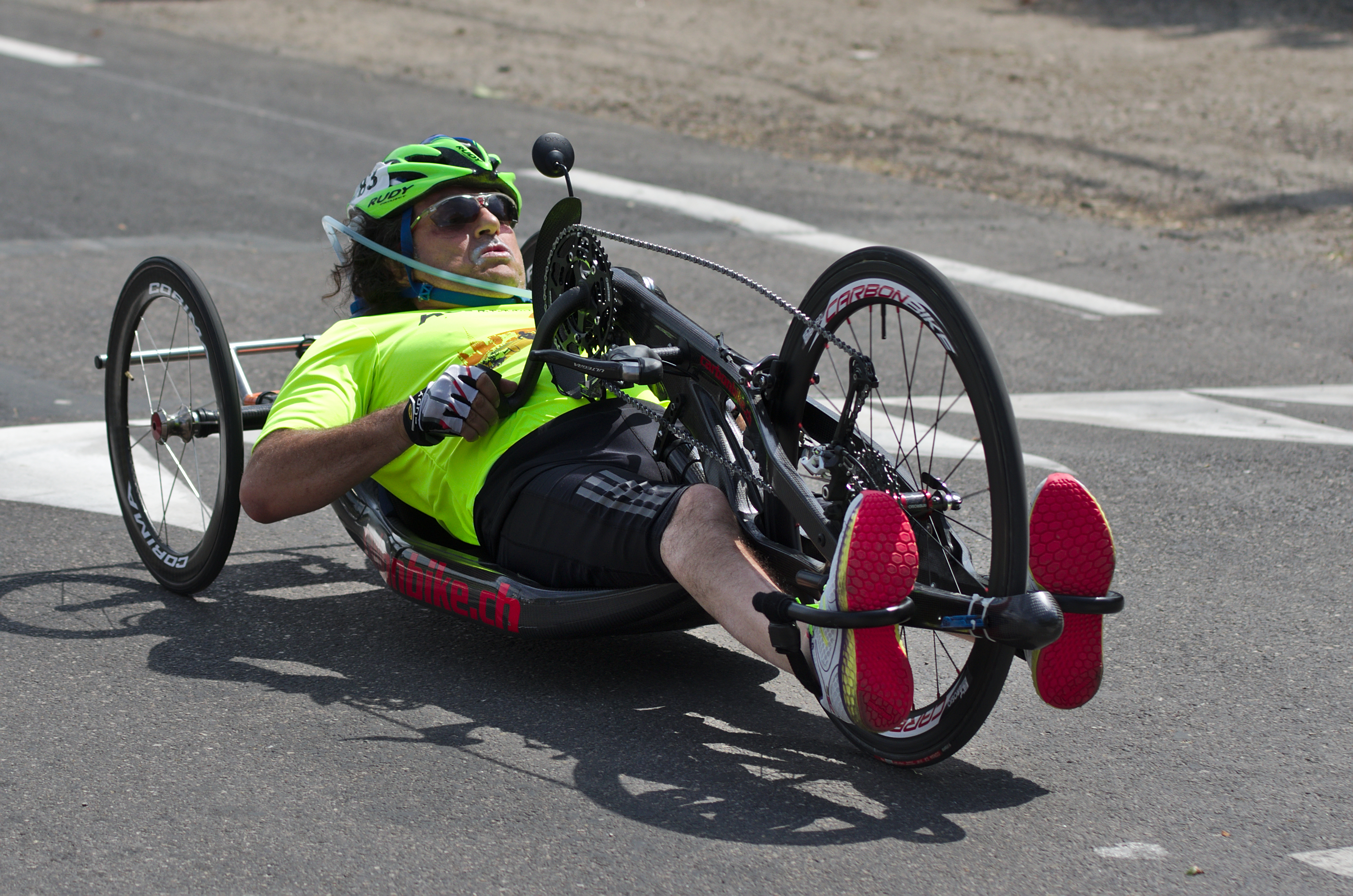
"Hand bike" del tipo AP3 (diseñada para poderse conducir con el cuerpo totalmente tumbado)

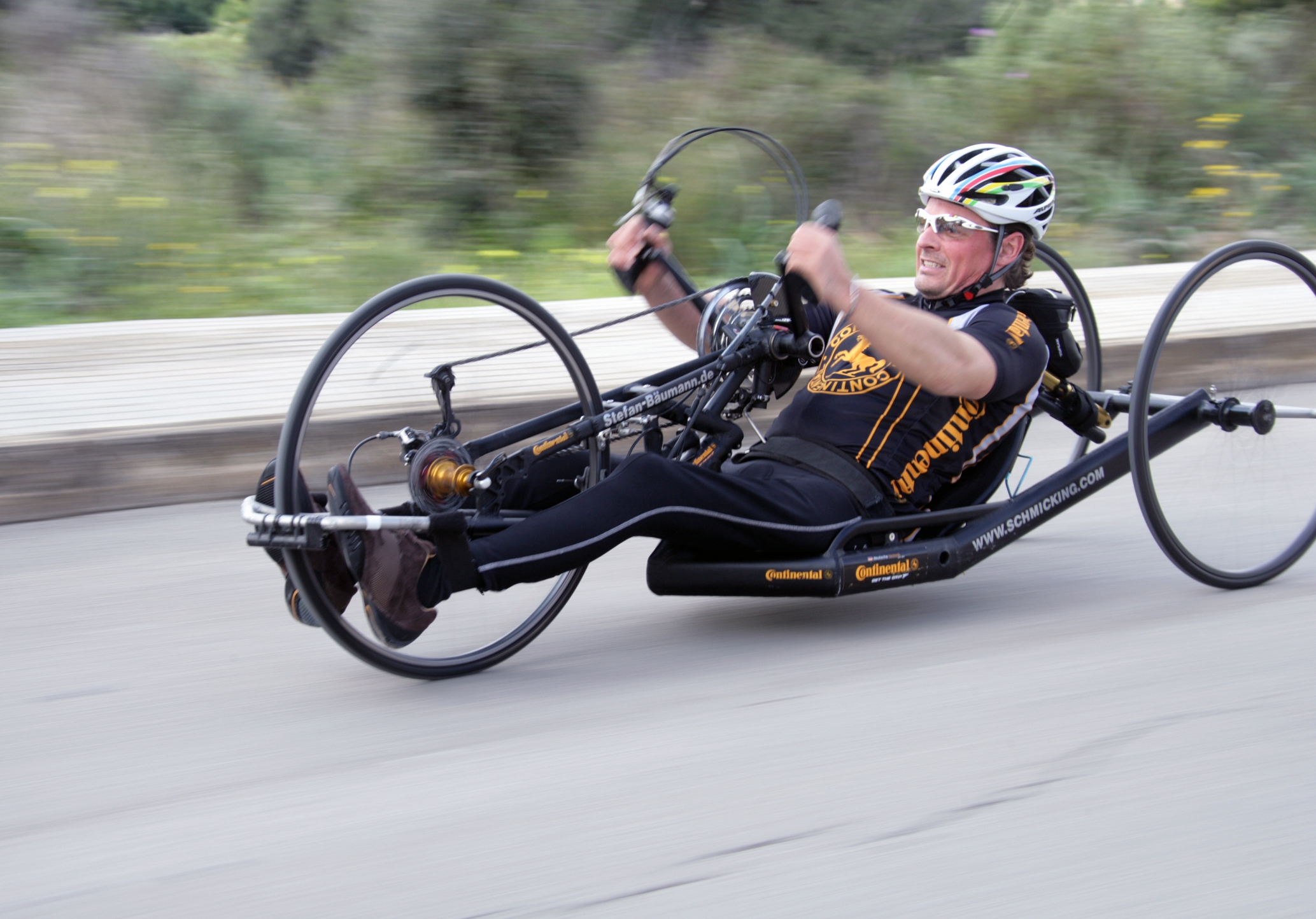
"Hand bike" tipo AP2, con el ciclista erguido 30°

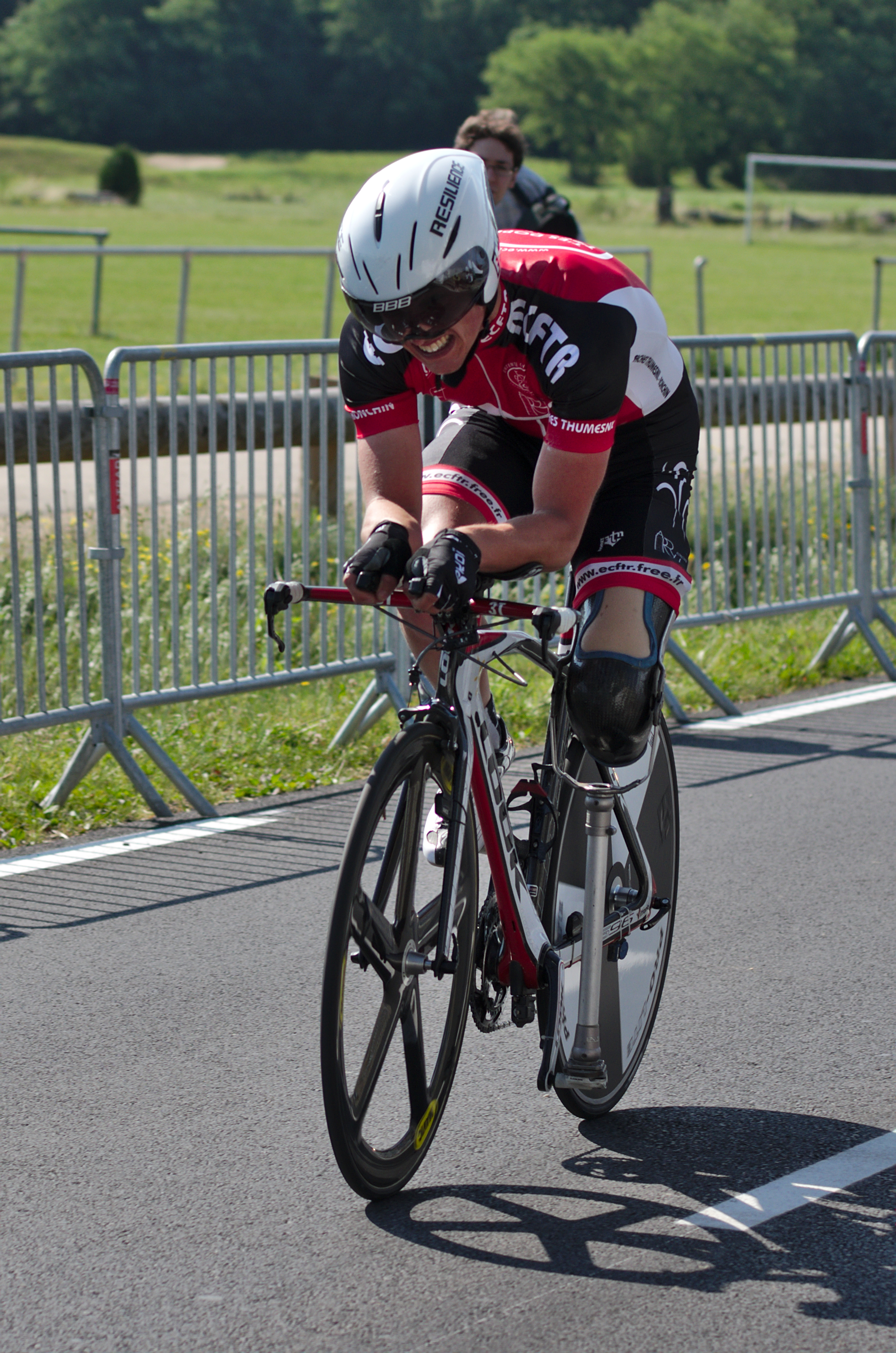
Otro ejemplo de bicicleta adaptada

La UCI establece una serie de categorías para el ciclismo adaptado en función de tres factores:
- El género del participante
- El tipo de bicicleta que le corresponde según sus características físicas
- Su grado de discapacidad (con escalas numéricas de 1 a 5 como máximo, correspondiendo los números más bajos a los mayores niveles de discapacidad)

Para ello, utiliza un conjunto de códigos de tres caracteres (aunque algunas categorías solo utilizan los dos primeros).

### Género
Se consideran género masculino y femenino:
- M: categoría masculina (la letra M procede de la inicial de la palabra inglesa Men)
- W: categoría femenina (la letra W procede de la inicial de la palabra inglesa Women)

### Bicicleta
Se consideran cuatro tipos de vehículos, que tienen en común que siempre son accionados mediante pedales, con los que se transmite la fuerza de piernas o brazos a una rueda (o eje de dos ruedas) mediante una cadena. Se denominan genéricamente bicicletas, aunque tanto las handcycles como los triciclos (obviamente) tienen tres ruedas:
- B: el tándem es el tipo de bicicleta utilizada, que cuenta con dos ruedas y con dos plazas en línea. Esta modalidad está específicamente diseñada para ciclistas invidentes, que van acompañados por un ciclista con capacidad de ver no profesional, que guía el tándem (la letra B procede de la inicial de la palabra inglesa Blind, ciego)
- C: se utilizan bicicletas convencionales, adaptadas específicamente en su caso a las prótesis de cada deportista. Esta categoría está ideada para competidores que han perdido (parcial o totalmente) alguna extremidad o la movilidad de la misma (la letra C procede de la inicial de la palabra inglesa Cycle, bicicleta)
- H: se utilizan triciclos manuales (en ocasiones se denominan genéricamente bicicletas, aunque en realidad tienen tres ruedas), adaptados para deportistas sin movilidad en las piernas. Existen varios tipos de hand bikes: los AP2 (con el respaldo del asiento reclinado 30° cuando el ciclista puede permanecer parcialmente incorporado), los AP3 (con el ciclista totalmente tumbado cuando no es capaz de permanecer erguido) y los ATP3 (diseñados para competir con el tronco totalmente erguido, con el ciclista sentado o situado sobre las rodillas) (la letra H procede de la inicial de la palabra inglesa Handcycle, bicicleta manual)
- T: son auténticos triciclos, en los que el ciclista acciona los pedales con las dos piernas. Su estructura coincide con la de una bicicleta convencional en la que se ha sustituido la rueda trasera por un eje con dos ruedas. La modalidad está ideada pensando en deportistas con dificultades para mantener el equilibrio sobre dos ruedas (la letra T procede de la inicial de la palabra inglesa Tricycle, triciclo)

### Grado de discapacidad
La UCI establece en el documento UCI Cycling Regulations (v.1.02.14) una serie de categorías considerando el grado de discapacidad decreciente de los ciclistas (es decir, el número 1 corresponde a los grupos con el máximo grado de discapacidad), basándose en detallados criterios médicos. 
- B: en esta categoría se agrupan los ciclistas con problemas oculares que afectan total o severamente a su visión, de forma que les impiden conducir bicicletas convencionales. Esta dificultad se salva mediante el uso del tándem, guiado por un segundo ciclista (que no puede ser profesional) sin problemas de visión.
- C1-C2-C3-C4-C5: estas cinco categorías engloban deportistas con lesiones (generalmente asimétricas) que afectan a la funcionalidad de piernas (y ocasionalmente brazos) en distintos grados (varios tipos de hemiplejia y de disfunciones motoras, incluyendo diversos grados de amputación de brazos y piernas), pero que sin embargo no les impiden utilizar (en ocasiones con prótesis) bicicletas convencionales ligeramente adaptadas. De forma general, las diferencias más significativas entre los grupos son:

- Grado C-1: máxima discapacidad; atletas con alteraciones severas de la movilidad que para pedalear pueden utilizar solamente una pierna o ambas piernas con prótesis, como: amputados de una pierna (por encima de la rodilla) y de un brazo; de las dos piernas por las rodillas (con uso de prótesis); o con lesiones neurológicas equiparables.
- Grado C-2: deportistas con otras alteraciones severas de la movilidad que implican el uso limitado de una pierna y de un brazo, como: amputados de una pierna por la rodilla y de un brazo por encima del codo; de las dos piernas por debajo de la rodilla y de un brazo por encima del codo; o con lesiones neurológicas equiparables.
- Grado C-3: atletas con alteraciones severas de la funcionalidad de alguna extremidad, como: amputados de una pierna por debajo de la rodilla y de un brazo por encima del codo; de una pierna por la rodilla (con prótesis) y de un brazo por debajo del codo; de una pierna por la rodilla con prótesis; de dos piernas por debajo de la rodilla con dos prótesis; o con lesiones neurológicas equiparables.
- Grado C-4: atletas con alteraciones severas de la funcionalidad de alguna extremidad, como: amputados de una pierna por debajo de la rodilla; de los dos brazos por debajo del codo con prótesis; o con lesiones neurológicas equiparables.
- Grado C-5: atletas con alteraciones severas de la funcionalidad de alguna extremidad, como: amputados de un brazo por encima del codo; de un brazo por debajo del codo con prótesis; de los dedos de las manos; o con lesiones neurológicas equiparables.

La máxima discapacidad corresponde al Grado C-1, y la menor al Grado C-5.
- H1-H2-H3-H4-H5: estas cinco categorías engloban deportistas con lesiones que afectan totalmente a la funcionalidad de las piernas, así como de los brazos en distintos grados (diferentes tipos de tetraplejía y de paraplejía), de manera que solo pueden utilizar los brazos para impulsar los pedales de triciclos manuales. De forma general, las diferencias más significativas entre los grupos son:

- Grado H-1: máxima discapacidad; atletas tetrapléjicos (con movilidad reducida, total de piernas y severa de brazos) que compiten en bicicletas manuales tipo AP3 que les permiten ir totalmente tumbados.
- Grado H-2: atletas tetrapléjicos (con movilidad reducida, total de piernas y limitada de brazos) que pueden competir en bicicletas manuales que les permiten ir totalmente tumbados (AP3) o reclinados 30° (AP2).
- Grado H-3: atletas parapléjicos y hemipléjicos (con movilidad reducida en piernas) sin estabilidad en el tronco, que también compiten en bicicletas manuales que les permiten ir tumbados (AP3) o reclinados (AP2).
- Grado H-4: atletas parapléjicos y hemipléjicos (con movilidad reducida en piernas y discapacidad parcial en los brazos) con estabilidad en el tronco, que compiten en bicicletas manuales que les permiten ir con el tronco totalmente erguido, arrodillados o sentados (ATP3).
- Grado H-5: atletas con movilidad reducida en las piernas (generalmente amputados o con paraplejías no severas) con total estabilidad en el tronco, que compiten en bicicletas manuales que les permiten ir con el tronco totalmente erguido, arrodillados o sentados (ATP3).

La máxima discapacidad corresponde al Grado H-1, y la menor al Grado H-5.
- T1-T2: estas dos categorías engloban deportistas con lesiones neurológicas que afectan al sentido del equilibrio de los deportistas o a su capacidad muscular, de manera que no pueden conducir adecuadamente bicicletas convencionales, utilizando triciclos para solventar este problema. No se contemplan amputaciones de extremidades. De forma general, las diferencias más significativas entre los grupos son:

- Grado T-1: máxima discapacidad; ciclistas con hemiplejia, paraplejía o tetraplejía (todas en tercer grado), diversas disfunciones locomotoras severas.
- Grado T-2: ciclistas con hemiplejia, paraplejía o tetraplejía (todas en segundo grado), y otras diversas disfunciones locomotoras menos severas.

NOTA: Todas estas clasificaciones funcionales están detalladamente descritas en el documento pdf en lengua inglesa:

"UCI CYCLING REGULATIONS" (PART 16 PARA-CYCLING; Chapter V PARA-CYCLING DIVISION & SPORT CLASS PROFILES); (Páginas 14-19)

disponible en el enlace:

## Equipamiento

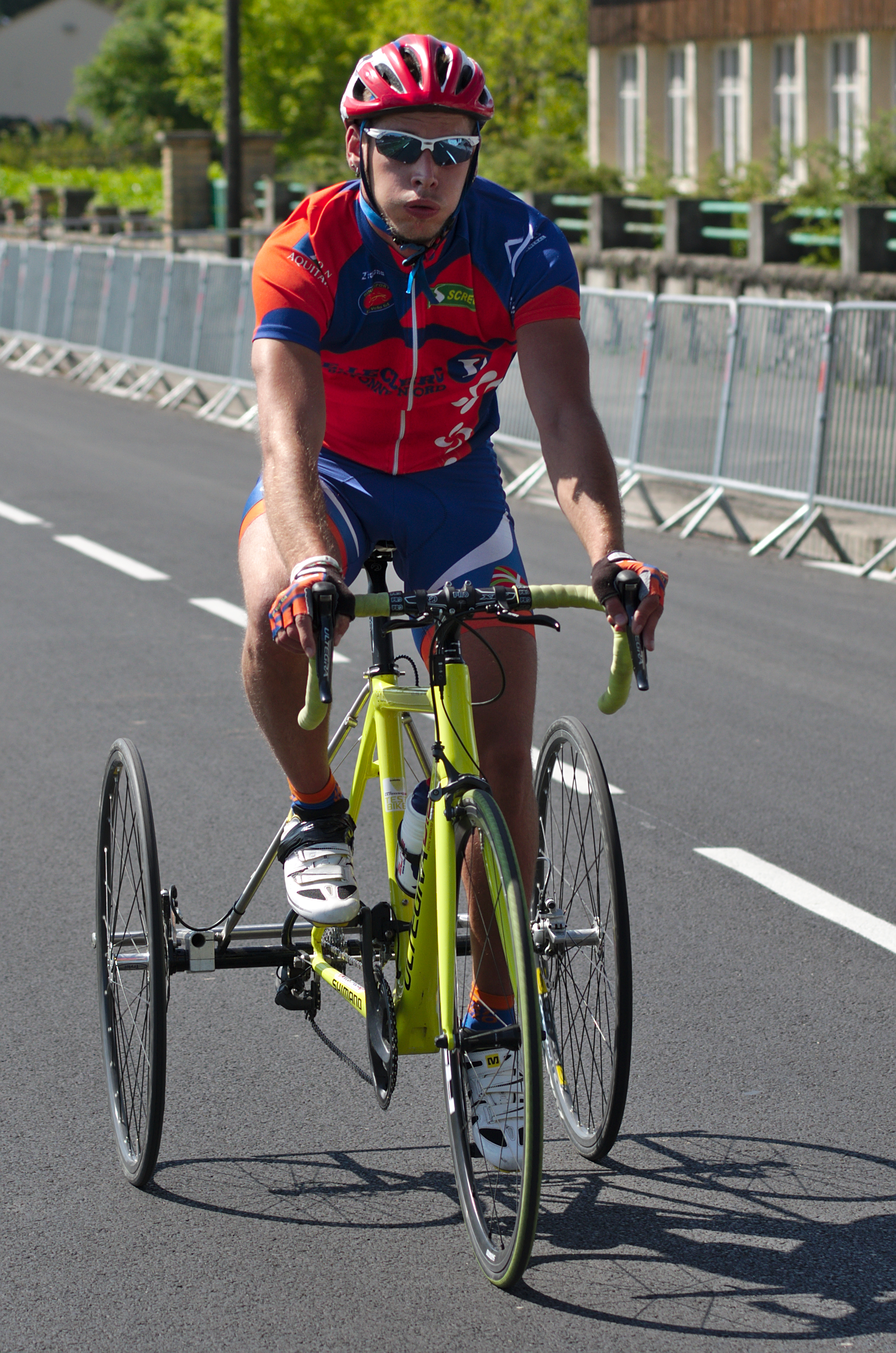
Corredor sobre un triciclo en ruta con casco rojo: categoría MT2 (Campeonato de Francia 2014)

El equipo es muy similar al utilizado en el ciclismo convencional, con prendas ligeras y ajustadas para minimizar la resistencia del aire. La principal diferencia estriba en las bicicletas, que como ya se ha señalado, difieren notablemente de los tipos convencionales. El uso del casco es obligatorio; y su color cambia dependiendo de la categoría.

## Competiciones
Las competiciones ciclistas para atletas con distintas capacidades físicas tienen inicio en los años ochenta. La primera institución en organizar pruebas paraciclistas a gran escala fue el Comité Paralímpico Internacional en 1988, y desde 2007 se corren los Campeonatos Mundial de Ciclismo Adaptado bajo la gestión de la Unión Ciclista Internacional.

### Juegos Paralímpicos de verano
El ciclismo adaptado se declaró deporte oficial en los VIII Juegos Paralímpicos de verano de Seúl de 1988, año en el que solo se corrieron carreras en ruta. Cuatro años antes, en los VII Juegos Paralímpicos de verano de Stoke Mandeville el ciclismo adaptado había sido deporte de exhibición. El ciclismo sobre pista forma parte de los Juegos Paralímpicos desde los Juegos Paralímpicos de Atlanta 1996.

### Campeonatos del Mundo
Se trata de una prueba auspiciada por la UCI. Los de pista se empezaron celebrando bianualmente, pasando a ser anuales a partir del año 2011 (con la excepción de 2013). Los de carretera se celebran anualmente desde 2009, con la excepción de los años olímpicos. 
Pista:
- 2007 Burdeos (Francia)
- 2009 Mánchester (Gran Bretaña)
- 2011 Montichiari (Italia)
- 2012 Carson (Estados Unidos)
- 2014 Aguascalientes (México)
- 2015 Apeldoorn (Holanda)
- 2016 Montichiari (Italia)

Carretera:
- 2009 Bogogno (Italia)
- 2010 Baie-Comeau (Canadá)
- 2011 Roskilde (Dinamarca)
- 2013 Baie-Comeau (Canadá)
- 2014 Greenville, South Carolina (Estados Unidos)
- 2015 Nottwil (Suiza)

### Copa del mundo
También auspiciada por la UCI, se trata de un calendario de pruebas (tres o cuatro al año), cuyo objetivo es disputarse a lo largo de la temporada. En las primeras ediciones tuvo considerables problemas económicos y de organización, hasta el punto de quedar reducida a una única prueba en su temporada inaugural (con la intervención del Club Ciclista de Cantimpalos, que contribuyó decisivamente a la consolidación de la Copa del Mundo, organizando tres ediciones consecutivas de la prueba en Segovia). El certamen en pista no cuenta con la misma continuidad, con solo dos pruebas disputadas hasta la fecha entre 2009 y 2016.
Pista:
- 2009 Mánchester (Gran Bretaña)
- 2016 Montichiari (Italia)

Carretera:
- 2010 Segovia (España) [Merano y Marlengo (Italia) y Matane (Canadá) renunciaron]
- 2011 Sídney (Australia)//Segovia (España)//Baie-Comeau (Canadá)
- 2012 Roma (Italia)//Segovia (España)//Baie-Comeau (Canadá)
- 2013 Merano (Italia)//Matane (Canadá)Segovia (España)
- 2014 Segovia (España)//Castiglione (Italia)
- 2015 Maniago (Italia)//Yverdon-les-Bains (Suiza)//Elzach (Alemania)//Pietermaritzburg (Sudáfrica)
- 2016 Pietermaritzburg (Sudáfrica)//Ostende (Bélgica)//Bilbao/Vitoria (España)

### Otras competiciones
Existen campeonatos nacionales y continentales, organizados por las respectivas federaciones nacionales y por la UCI. Por ejemplo, hasta agosto del año 2016, el calendario de la temporada incluye pruebas continentales celebradas en Europa y Asia, además de distintas competiciones en diversos países como España, Eslovaquia, Holanda, Suiza, Austria, Bélgica, Alemania, Sudáfrica, Italia (4 pruebas), Canadá, Grecia, Abu Dhabi, Estados Unidos, Japón y Nueva Zelanda.

## Pruebas

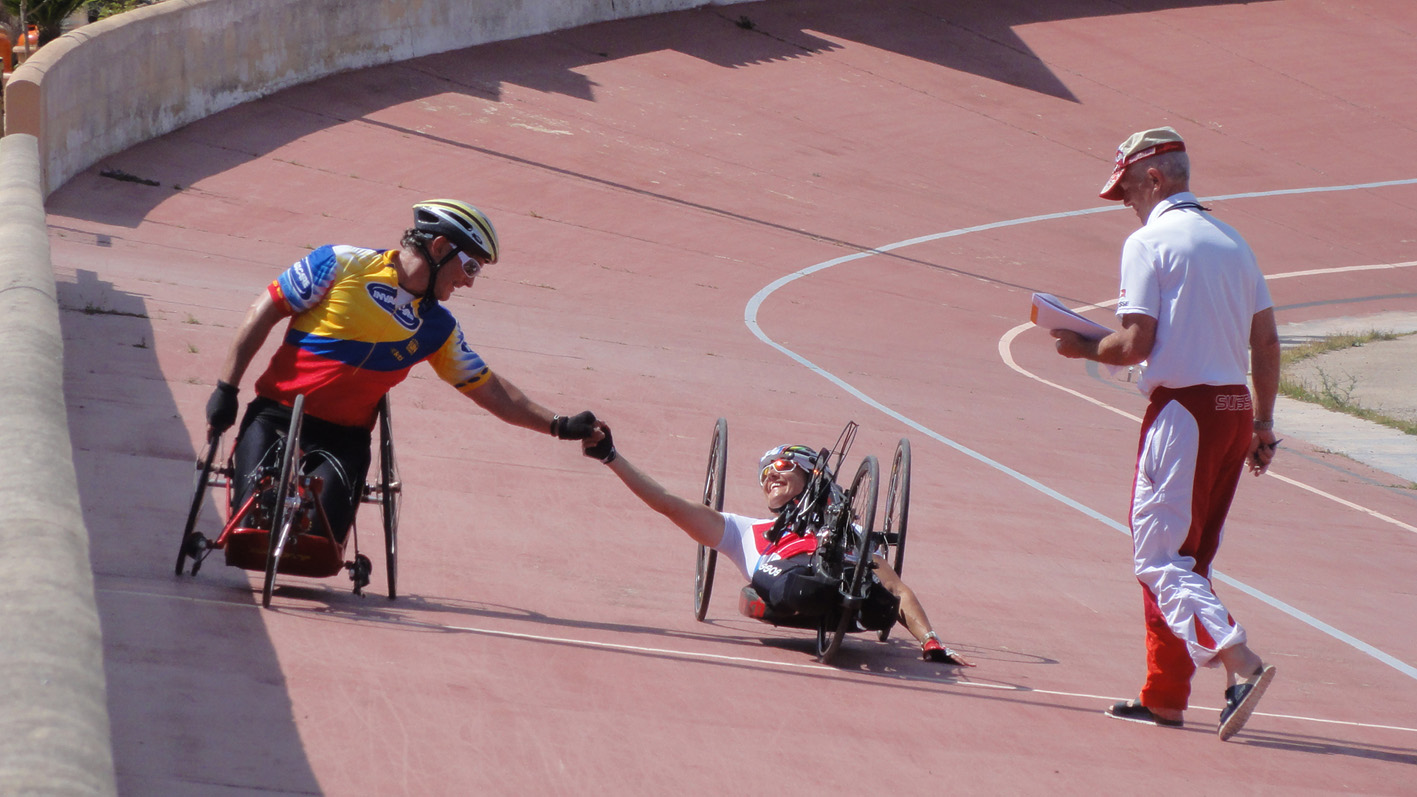
Pruebas en pista. Dos corredores de "hand bike" se saludan en un velódromo

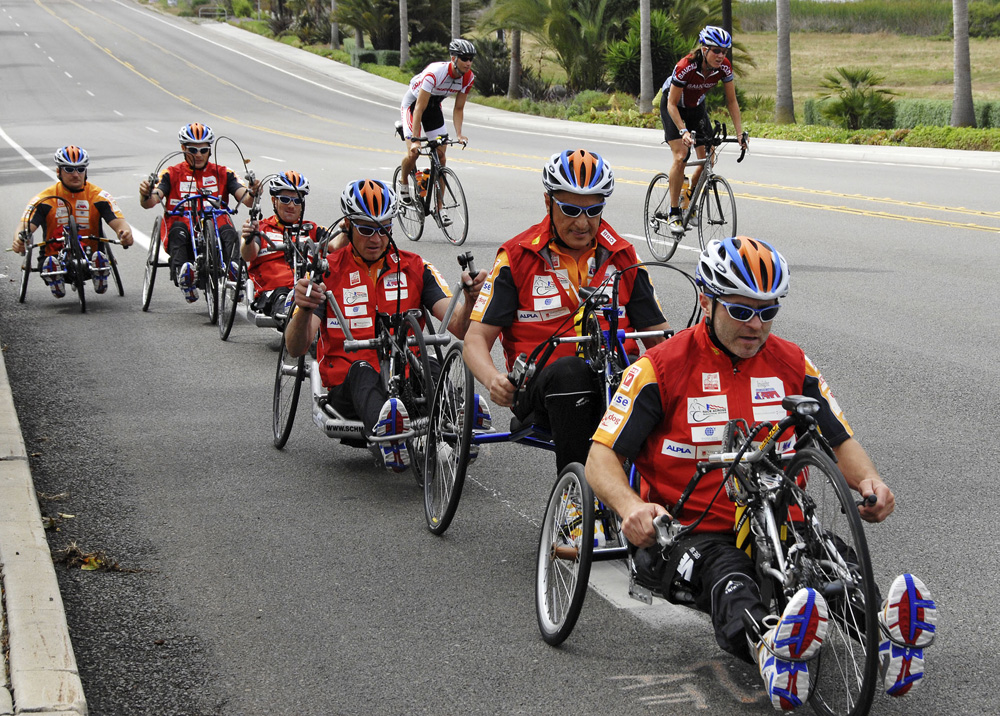
Pruebas en ruta. Equipo de "hand bike" sobre una carretera

El ciclismo adaptado presenta la particularidad de que permite formar equipos mixtos de hombres y mujeres en las pruebas de relevos. El calendario de las principales competiciones incluye las pruebas siguientes:
PRUEBAS EN PISTA:
- Tándem Sprint (hombres y mujeres)
- Velocidad por equipos (equipos de hombres, de mujeres y mixtos)
- 500 m contrarreloj (hombres y mujeres) o kilómetro contrarreloj (hombres y mujeres)
- Persecución individual (hombres y mujeres)
- Scratch (hombres y mujeres)

PRUEBAS EN RUTA:
- Carrera en ruta (hombres y mujeres)
- Contrarreloj individual (hombres y mujeres)
- Relevos por equipos en hand bike (equipos de hombres, de mujeres y mixtos)